# Haruna Kojima
Haruna Kojima (小嶋陽菜, Kojima Haruna, née le 19 avril 1988 à Saitama, Japon) est une chanteuse, actrice et idole japonaise, chanteuse du groupe de J-pop AKB48 de 2005 à 2017, ainsi que des sous-groupes no3b et Team Dragon from AKB48.
Elle fait partie d'une des membres de la 1re génération d'AKB48.

## Biographie
Haruna Kojima commence sa carrière artistique à l'âge de 10 ans au sein du groupe Angel Eyes en 1998 chez l'agence Stardust Promotion ; le groupe se séparera en 2001,.
En 2005, elle est auditionnée pour devenir membre et chanteuse du nouveau groupe AKB48, avec une vingtaine des membres sélectionnées ; cette première formation sera plus tard nommée comme la 1re génération du groupe.
Elle commence sa carrière d'actrice en jouant en 2007 dans le film Densen Uta.
Avec ses collègues d'AKB48 telles que Minami Takahashi et Minami Minegishi, elle forme un des premiers sous-groupes no3b (No Sleeves) en octobre 2008.
Elle est pour la première fois et officiellement la membre centrale du 33e single d'AKB48 Heart Ereki sorti en septembre 2013.
Membre de la Team A depuis la création des AKB48, Haruna est transférée chez la Team B du groupe en août 2014 après un grand shuffle (mélange) mêlant tous les groupes 48 (SKE48, NMB48, etc) au Tokyo Dome Concert.
En septembre 2014, Haruna est apparue en une charmante et sexy Sailor Moon (セーラームーン) dans des photos pour la marque de lingerie japonaise Peach John. Il s’agit de la 2nde série de la collection de lingerie Pretty Guardian Sailor Moon par Peach John. Elle célèbre le 20e anniversaire de l’anime. Dans cette campagne publicitaire, Kojima porte les costumes sexy de divers personnages de Sailor Moon. Elle exerce régulièrement des activités de mannequin pour Peach John.
En mai 2016, après avoir fêté son 28e anniversaire le mois précédent, Haruna Kojima est le membre actif le plus âgé de tous les membres de la franchise 48 et 46.
Le 18 juin 2016, Haruna annonce sa graduation prochaine d'AKB48.
Haruna Kojima effectue sa graduation et son dernier concert avec AKB48 le 22 février 2017 au Yoyogi National Stadium ; au cours duquel l'ex-membre Minami Takahashi et Minami Minegishi se réunissent avec elle pour une performance, les trois filles ayant formé les No3b (No Sleeves). Haruna fait sa dernière apparition dans le 47e single d'AKB48 Shoot Sign sorti le 15 mars suivant, dans lequel elle occupe la position de centre.
En 2018, Haruna lance sa propre marque de vêtements, appelée Her lip to.

## Filmographie

### Films
- 25 août 2007 — Densen Uta (伝染歌?)
- 13 octobre 2012 — Gekijōban Shiritsu Bakarea Kōkō (劇場版 私立バカレア高校?)
- 30 mai 2014 — Barairo no Būko (薔薇色のブー子?)

### Dramas
- 6 juillet 2007 - 14 septembre 2007 – Yamada Tarō Monogatari (山田太郎ものがたり?) – TBS
- 20 octobre 2007 – Mou Hitotsu no Zō no Senaka (もうひとつの象の背中?) – TV Asahi
- 25 octobre 2007 – Joshi Deka ! -Joshi Keiji- (ジョシデカ!-女子刑事-?) – TBS
- 23 février 2008 - 15 mars 2008 – Coin Locker Monogatari (コインロッカー物語?) – TV Asahi
- 8 avril 2008 - 17 juin 2008 – Muri na Ren'ai (無理な恋愛?) – Kansai TV
- 24 mai 2008 – Gokusen Saison 3 (ごくせん 第3シリーズ?) – Nihon TV
- 12 juillet 2008 - 20 septembre 2008 – Yasuko to Kenji (ヤスコとケンジ?) – Nihon TV
- 10 octobre 2008 - 26 décembre 2008 – Men☆Doll ~Ikemen Idol~ (メン☆ドル 〜イケメンアイドル〜?) – TV Tōkyō
- 13 janvier 2009 - 17 mars 2009 – Mei-chan no Shitsuji (メイちゃんの執事?) – Fuji TV
- 8 janvier 2010 - 26 mars 2010 – Maji Suka Gakuen (マジすか学園?) – TV Tōkyō
- 24 août 2010 – Honto ni Atta Kowai Hanashi Natsu no Tokubetsu-hen 2010 AKB48 Marugoto Jōrei Special (ほんとにあった怖い話 夏の特別編2010 AKB48まるごと浄霊スペシャル?) – Fuji TV
- 26 février 2011 - 6 mars 2011 – Sakura kara no Tegami ~AKB48 Sorezore no Sotsugyō Monogatari~ (桜からの手紙 〜AKB48 それぞれの卒業物語〜?) – Nihon TV
- 15 avril 2011 - 3 juin 2011 – Maji Suka Gakuen 2 (マジすか学園2?) – TV Tōkyō
- juillet 2011 - septembre 2011 – Ikemen desu ne (美男ですね?) – TBS
- 7 juillet 2012 - 22 décembre 2012 – Megutantte Mahō Tsukaeru no? (メグたんって魔法つかえるの??) – Nihon TV
- 5 novembre 2012 - 24 décembre 2012 – PRICELESS: Aru Wake Nē Daro, Nna Mon! (PRICELESS~あるわけねぇだろ、んなもん!~?) – Fuji TV
- 18 juillet 2014 - 27 septembre 2014 – Aoi Honoo (アオイホノオ?) – TV Tōkyō
- 19 janvier 2015 – Maji Suka Gakuen 4 (マジすか学園4?) – Nihon TV
- 25 août 2015 – Maji Suka Gakuen 5 (マジすか学園5?) – Nihon TV

## Photobooks / Calendriers
- septembre 2009 – Kojima Haruna 2010nen Calendar (小嶋陽菜 2010年カレンダー?)
- 6 novembre 2009 – Kojima Haruna Shashinshū 『Kojiharu』 (小嶋陽菜写真集『こじはる』?)
- 13 octobre 2010 – Kojima Haruna 2011nen Calendar (小嶋陽菜 2011年カレンダー?)
- 15 mars 2011 – Kojima Haruna Shashinshū 『Onna no Ko no Kami-sama』 (小嶋陽菜写真集『女の子の神様』?)